# (90698) Kościuszko
Pour les articles homonymes, voir Kosciusko.
(90698) Kosciuszko, désignation internationale (90698) Kościuszko, est un astéroïde de la ceinture principale.

## Description
(90698) Kosciuszko est un astéroïde de la ceinture principale. Il fut découvert le 1er mars 1984 à la station Anderson Mesa par Edward L. G. Bowell. Il présente une orbite caractérisée par un demi-grand axe de 2,38 UA, une excentricité de 0,25 et une inclinaison de 24,0° par rapport à l'écliptique.
Il est nommé d'après Tadeusz Kościuszko (4 ou 12 février 1746 - 15 octobre 1817) qui fut un officier polonais qui participa à la guerre d'indépendance des États-Unis et organisa une insurrection contre la domination russe et prussienne en Pologne en 1794. Il est aujourd'hui considéré comme un héros national en Pologne, en Biélorussie, en Lituanie et aux États-Unis.

## Compléments